# Hello Mary Lou
Hello Mary Lou, ibland under längre titeln Hello Mary Lou Goodbye Heart, är en rockabillylåt skriven av Gene Pitney, byggd på kompositionen "Merry, Merry Lou" av Cayet Mangiaracina. Låten spelades först in av countrysångaren Johnny Duncan 1960. Låten blev mycket mer känd då Ricky Nelson spelade in den och gav ut den 1961. I USA gavs den ursprungligen ut som b-sida till Billboardettan "Travelin' Man", men var populär nog att nå topp 10-placering på egen hand. Låten blev också mycket populär i Europa. På Nelsons inspelning medverkar James Burton med ett gitarrsolo.

## Listplaceringar
| Lista (1961)   | Position               |
| -------------- | ---------------------- |
| Finland        | 1                      |
| Flandern       | 1                      |
| Frankrike      | 49                     |
| Nederländerna  | 1                      |
| Nya Zeeland    | 4 (Lever Hit Parade)   |
| Norge          | 1 (VG-lista)           |
| Storbritannien | 2                      |
| Sverige        | 1 (Radio Nord Topp 20) |
| Sverige        | 3 (Tio i topp)         |
| USA            | 9 (Billboard Hot 100)  |
| Västtyskland   | 2                      |